# Rupperswil
Rupperswil (schweizertyska: Robischwil) är en ort och kommun i distriktet Lenzburg i kantonen Aargau, Schweiz. Kommunen har 6 041 invånare (2023).